# Mars 1767
Cette page présente les faits marquants du mois de mars 1767.

## Événements
- 18 mars, Ambala[1] : échec de l’expédition en Inde du roi afghan Ahmad Shâh Abdâlî[2]. Les Sikhs prennent le contrôle du Pendjab.
- 24 mars : l’assemblée de New York est suspendue par ordre du roi du Royaume-Uni pour avoir refusé le Quartering Act à la suite des premiers incidents entre les troupes britanniques et les colons (11 août 1765)[3].